# Microrregión de Itaguaí
La microrregión de Itaguaí es una de las  microrregiones del estado brasileño de Río de Janeiro pertenecientes a la mesorregión Metropolitana del Río de Janeiro. Posee un área de 907,010 km² y su población fue estimada en 2006 por el IBGE en 202.602 habitantes y está dividida en tres municipios.

## Municipios
- Itaguaí
- Mangaratiba
- Seropédica

- Datos: Q2278694